# Legszebb, legrosszabb karácsonyom
A Legszebb, legrosszabb karácsonyom (eredeti cím: Kristin's Christmas Past, korábbi címén: Last Chance Holiday) 2013-ban bemutatott amerikai romantikus filmvígjáték, amelyet Jim Fall rendezett és Rachel Stuhler írt. A főszerepet Shiri Appleby, Hannah Marks, Elizabeth Mitchell, Judd Nelson és Debby Ryan alakítja. A film premierje az Amerikai Egyesült Államokban 2013. november 23-án volt a Lifetime csatornán.
Kristin 2013 karácsony estéjén esélyt kap rá, hogy elhidegült családját meglátogassa 1996-ban, amitől azt reméli, hogy megváltoztathatja a múltját az életének javítására.

## Cselekmény
Kristin 34 éves, New Yorkban él és a zenei szakmában dolgozik. Egyedül él a macskájával, eladósodott, és 17 éve nem látta a szüleit, akik a kaliforniai Pasadenában laknak. Az elválás egy karácsonykor történt, amikor a szüleivel csúnyán összevesztek. Egyedül Jamie van még vele, aki a legjobb barátja gyerekkora óta. Jamie azt mondja Kristinnek, hogy az ünnepekre hazamegy Kaliforniába, hogy meglátogassa a szüleit. A férfi azt javasolja Kristinnek, hogy ő is térjen haza, hogy újra kapcsolatba kerüljön a saját szüleivel, de Kristin ezt határozottan elutasítja. 
Egy titokzatos fűszerestől egy üveg pezsgővel tér haza, és elhatározza, hogy egyedül megissza, és egyedül tölti a karácsonyt. Miután megivott néhány kortyot ebből az italból, mély álomba merül, és csodával határos módon felébred a szülei házában, a kislánykori szobájában. 1996-ban járunk, a lány hasonmása 17 éves, és ez az a bizonyos karácsony, amikor az egész élete megváltozott. Kristin elhatározza, nem engedi, hogy minden ugyanúgy történjen, és elromoljon az élete. Azonban a beavatkozás nem megy egyszerűen.

## Szereplők
- Shiri Appleby – Kristin Cartwell
- Hannah Marks – Kristin Cartwell (17 évesen)
- Elizabeth Mitchell – Barbara Cartwell
- Judd Nelson–  Glenn Cartwell
- Debby Ryan – Haddie
- Will Kemp – Jamie
- Michael-James Olsen – Jamie (17 évesen)
- A. J. Langer – Debby
- Courtney Henggeler – Sophia
- Deniz Akdeniz – Maverick O’Dell

## Fordítás
- Ez a szócikk részben vagy egészben  a   Kristin's Christmas Past című angol Wikipédia-szócikk fordításán alapul.  Az eredeti cikk szerkesztőit annak laptörténete sorolja fel. Ez a jelzés csupán a megfogalmazás eredetét és a szerzői jogokat jelzi, nem szolgál a cikkben szereplő információk forrásmegjelöléseként.